# Hrasno Gornje
Hrasno Gornje (en cyrillique : Храсно Горње) est un village de Bosnie-Herzégovine. Il est situé dans la municipalité de Kalesija, dans le canton de Tuzla et dans la fédération de Bosnie-et-Herzégovine. Selon les premiers résultats du recensement bosnien de 2013, il compte 655 habitants.

## Démographie

### Évolution historique de la population
| 1948 | 1953 | 1961 | 1971 | 1981 | 1991 | 2013 |
| ---- | ---- | ---- | ---- | ---- | ---- | ---- |
| -    | -    | 380  | 469  | 582  | 638  | 655  |

|  |

### Communauté locale
En 1991, Hrasno Gornje faisait partie de la communauté locale de Hrasno qui comptait 1 859 habitants, répartis de la manière suivante :